# Водосбор зелёноцветковый
Водосбор зелёноцветковый, или Водосбор зелёноцветный (лат. Aquilegia viridiflora), — вид травянистых растений рода Водосбор (Aquilegia) семейства Лютиковые (Ranunculaceae), произрастающий на скалах в Восточной Сибири и на Дальнем Востоке, в Монголии, Китае и Японии.

## Ботаническое описание
Многолетнее травянистое растение. Стебель 25—40 см высотой, вверху ветвистый, голый или железисто-опушённый; в остальном всё растение в большинстве случаев голое. Листья длинночерешковые; листочки мелкие, клиновидные, трёхлопастные, зубчатые, 1,5—2 см длиной и 1,2—3 см шириной, сизые.
Цветки зеленовато-жёлтые, коричневато-красные или грязно-синие в виде опрокинутой воронки, 2,5 см в поперечнике с вверх обращёнными прямыми, или слегка кривыми шпорцами. Чашелистики яйцевидные или овально-ланцетные, 1,5—2 см длиной и 0,7—1 см шириной. Лепестки в целом до 3 см длиной, причём шпорец равен или почти равен отгибу лепестка (1,5—1,7 см длиной); отгиб широкий, усечённый. Пестиков (3)—5; столбики длиннее завязей или равны им. Листовки чаще голые, 1,5 см длиной. Молодые семена блестящие, зелёные. Цветение в мае—августе.